# Камчик (перевал)
Камчик (узб. Qamchiq dovoni) — горный перевал, расположенный на востоке Узбекистана, рядом с границей Киргизии (на севере) и Таджикистана (на юге). Перевал является единственным наземным путём для автотранспорта между Ташкентской областью и Папским районом Наманганской области в Ферганской долине, начинающимся сразу после Ангренского района. Параллельно по перевалу проходит регулярное транспортное сообщение по трассе Ташкент — Ош. Максимальная высота перевала достигает 2268 метров над уровнем моря.
Перевал является стратегически важным для экономики Узбекистана, так как обеспечивает основную часть транспортного и пассажирского сообщения из столицы Узбекистана в три густонаселённых области Ферганской долины — Наманганскую, Андижанскую и Ферганскую, по основной автотрассе на перевале курсирует около 10-15 тыс. машин ежесуточно.
На разных отрезках автотрассы существует опасность схода лавин. По этой причине опасные зоны перевала до недавнего времени контролировались силами поисково-спасательных отрядов «Камчик», ГАК «Автойул», горноспасательной части Госгортехнадзора и пожарными подразделениями МВД. Снежный покров в районе перевала Камчик на высоте более 2000 м в отдельные годы держится до мая и опасность снежных лавин или оползней сохраняется до середины весны. Наиболее критические ситуации в этом районе наблюдались в последний раз в ноябре 2001 года, когда из-за быстрых наносов снега на горные склоны при силе ветра 35 м/c сошло несколько сильных лавин, и погибли люди. С 30 января 2005 года перевал был закрыт на трое суток из-за обильных снегопадов.
У самого подъёма на перевал, в двух километрах дальше посёлка Чинор, расположен КПП перед выездом из Ташкентской области в Наманганскую. КПП имеется также и перед выездом из Папского района Наманганской области в Ташкентскую.
К началу 2010-х годов на перевале Камчик возведено несколько комплексов инженерных защитных сооружений — специальные галереи, снегоудерживающие щиты, лавиноотбойные дамбы и тормозящие клинья. В сентябре 2000 года на перевалах Камчик и Резак были сданы в эксплуатацию два тоннеля общей протяженностью 2486 м.